# Lygniodes schoenbergi
Lygniodes schoenbergi là một loài bướm đêm trong họ Erebidae.